# Nadinsko blato
A Nadinsko blato egy időszakos tó Horvátországban, Észak-Dalmáciában.

## Leírása
A tó Benkovactól 9 km-re nyugatra, Zárától 20 km-re délkeletre, Nadin falutól délre, 73 m tengerszint feletti magasságban fekszik. Körülbelül 4 km hosszú, legnagyobb szélessége 1,5 km. Területe 4,88 km². A Kličevica- és a Mirašnica-patakokból kapja a vizét, és a víz a tó déli széle közelében egy víznyelőben tűnik el.